# Bogomiler
Bogomiler var en dualistisk rörelse i Balkanhalvöns historia mellan 900- och 1400-talen med asketiska och antisakramentala drag. Denna kätterska rörelse uppstod i mitten av 900-talet under påverkan av paulicianismen. Drivkraften var ekonomiskt och politiskt missnöje bland hårt exploaterade livegna bönder i den forna slaviska staten Berzitias territorium i sydöstra Makedonien. Området låg under bulgariskt herravälde under tsaren Peter I (927-969). 

## Historik
Rörelsen, som gick tillbaka på prästen Bogomil, nådde sin kulmen omkring år 1100. På grund av förföljelser utbredde den sig via Serbien och, sedan bogomilerna förvisats därifrån av Stefan Nemanja, vidare genom Bosnien västerut där den påverkade katarerna i Frankrike. I Bosnien, där bogomilerna kallades patarener, kom de i förbindelse med den Bosniska kyrkan. Efter den osmanska erövringen av området övergick en stor del av bogomilerna till islam.
Bosniska kyrkan hade förbindelser med bogomilerna. Bosniska kyrkan var dock ingen kyrka i samma organiserade mening som den katolska utan snarast ett munkväsende och deras kristendom var starkt ifrågasatt både från kyrkorna i öst och väst; bogomilerna ansågs vara en separat religiös grupp och hade inte sin egen kyrka eller dominion inom någon annan kyrka.
Bogomilerna var förmodligen influerade av gnosticismen. Man tror att bogomilerna bevarade skrifter och muntliga traditioner från de första århundradena e.Kr. som bekämpades av katolska kyrkan. De ses som en viktig influens och möjlig källa till de läror som spreds bland katharer, manikéer, mandeer och flera östliga gnostiska rörelser i Ryssland. Det är också troligt att idéerna gick i andra riktningen, västerut, och kom att påverka den tidiga för-protestantismen. 
Vissa historiker påstår att bogomiler inte fanns i någon större mängd i Bosnien och drar slutsatsen att den katolska kyrkan tvingade fram bogomilska bekännelser för att kunna skapa ett samband mellan hädelse, som de ansåg att bogomiler representerade, och den Bosniska kyrkan, som sades skydda dessa kättare. Den katolska kyrkan ska ha gjort detta för att skaffa sig förevändning att angripa den Bosniska kyrkan. Denna tolkning är dock kontroversiell och avfärdas av andra. Oavsett hur det förhåller sig med den saken finns det i romersk-katolska arkiv klara uppgifter om en dualistisk rörelse bland bosnierna under medeltiden som på sent 1800-tal avhandlats i en skrift av historikern Franjo Rački som baserat denna på främst dessa latinska källor. Även hundratals efterlämningar av Bosniska kyrkan – och därmed ett eventuellt bogomilskt inflytande – finns idag i Bosnien, bl.a. stećci-gravstenarna.
Bogomilerna utsattes svårt som offer för slavhandeln på Balkan, som sköttes av venetianska slavhandlare till Bysans, Spanien och den islamiska världen fram till 1400-talet, eftersom katolska kyrkan inte betraktade dem som kristna, vilket innebar att de klassificerades som legitima offer för slaveri. 
Bogumil betyder "Guds nåd" eller på makedonska, bosniska, kroatiska och serbiska "den som Gud håller kär".

## Teologi
Bogomilerna lärde att Gud hade två änglar: Satanail och Michael. Den äldre (Satanail) gjorde uppror mot sin skapare och blev Satan, medan den yngre (Michael) sändes till jorden för att vägleda Jesus.
När Gud skapade Adam, var denne tvungen att underkasta sig Satanails makt för att kunna leva på Jorden (det är en utbredd föreställning bland gnostiker att materien är ond och anden god) och kunde inte nå frälsning förrän Gud sände sin andra ängel, Michael, för att föra vidare budord till Jesus, som bröt förbundet mellan Satanail och Adam. Satanail blev då Satan, ett mindre mäktigt gudsväsen.
Bogomilerna var, på grund av sin gnosticism, kända för att inte hålla mässor i kyrkor eller andra byggnader (dess materialism) utan höll sina samlingar istället utomhus i naturen på platser de tyckte var särskilt vackra. Enligt vissa källor var de också vegetarianer. Att bogomiler var emot byggnader och annat materiellt kan vara en förklaring till varför de inte lämnade efter sig materiella kvarlevor, som byggnader och annat.